# Zaklęcia Merseburskie

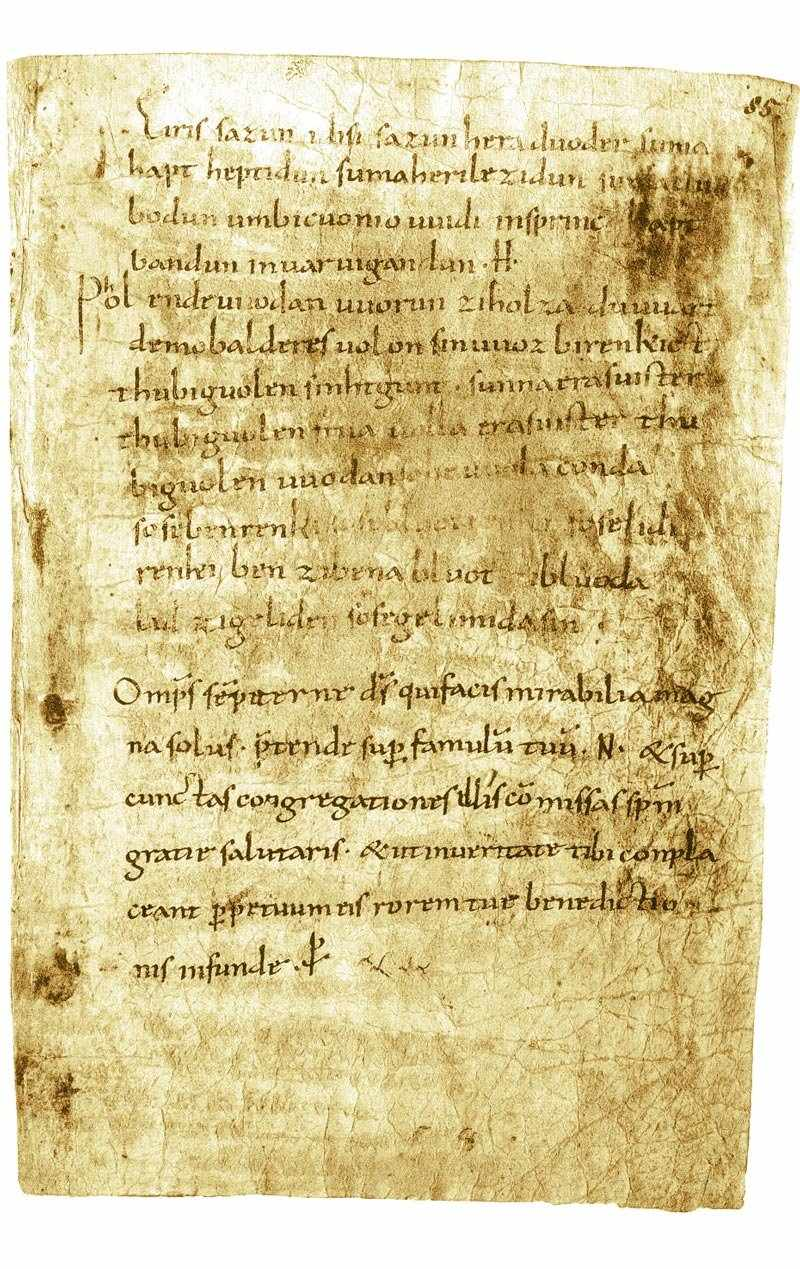
Zaklęcia Meresburskie (Merseburger Domstiftsbibliothek, Codex 136, f. 85r, 10th Cy.)

Zaklęcia Merseburskie (niem. Merseburger Zaubersprüche) – dwa średniowieczne zaklęcia, czary lub inkantacje, zapisane w języku staro-wysoko-niemieckim w, najprawdopodobniej, dialekcie wschodniofrankońskim. 
Odkryte w 1841 przez Georga Waitza w bibliotece kapituły katedralnej w Merseburgu (od nazwy miejscowości pochodzi nazwa dokumentu) w teologicznym manuskrypcie z Fuldy (Cod. 136 f. 85a) z IX lub X w.; stanowią jedyne zachowane w tym języku świadectwa niemieckiej kultury pogańskiej. 
Pierwsze dotyczy wyzwolenia z więzów i zachowania przed wrogiem. Jest w nim mowa o idisach. Drugie zostało użyte do wyleczenia skręconej nogi konia Baldra ("kość do kości, krew do krwi, członek do członka, jakby były sklejone"). Opisuje przygodę m.in. Phola, czyli Baldra, Wodana (Odyna), Friji – Frigg.
Zaklęcie pierwsze
| Eiris sazun idisiy sazun hera duoder. suma hapt heptidun, suma heri lezidun, suma clubodun umbi cuoniouuidi: insprinc haptbandun, inuar uigandun. |  | Kiedyś siedziały idisy Siedziały tu i tam. Jedne mocowały więzy, Jedne zatrzymywały wojsko, Inne luzowały więzy na dzielnym: Uwolnij się z więzów, ucieknij od wroga |

Zaklęcie drugie
| Phol ende uuodan uuorun zi holza. du uuart demo balderes uolon sin uuoz birenkit. thu biguol en sinthgunt, sunna era suister; thu biguol en friia, uolla era suister; thu biguol en uuodan, so he uuola conda: sose benrenki, sose bluotrenki, sose lidirenki: ben zi bena, bluot zi bluoda, lid zi geliden, sose gelimida sin. |  | Phol i Odyn wjechali do lasów, Tam źrebak Baldra skręcił nogę. Zaczarowała ją Sinthgunt, i jej siostra Sunna. Zaczarowała ją Freja, i jej siostra Volla. Zaczarował ją Odyn, gdyż dobrze wiedział jak: Jeśli kość zwichnięta, Jeśli krew zwichnięta, Jeśli kończyna skręcona: Kość do kości, Krew do krwi kończyna do kończyny, Tak jakby sklejone były. |